# Manninghofer Bach sowie Gieseler und Muckenbruch
Manninghofer Bach sowie Gieseler und Muckenbruch este o arie protejată (arie specială de conservare — SAC, sit de importanță comunitară — SCI) din Germania întinsă pe o suprafață de 120,82 ha, integral pe uscat.

## Localizare
Centrul sitului Manninghofer Bach sowie Gieseler und Muckenbruch este situat la coordonatele 51°38′21″N 8°21′08″E / 51.6392°N 8.3522°E.

## Înființare
Situl Manninghofer Bach sowie Gieseler und Muckenbruch a fost declarat sit de importanță comunitară în martie 2001 pentru a proteja 1 specie de animale. Situl a fost protejat și ca arie specială de conservare în iunie 2003.

## Biodiversitate
Situată în ecoregiunea atlantică, aria protejată conține 1 habitat natural: Cursuri de apă de la nivel de câmpie la nivel montan, cu vegetație Ranunculion fluitantis și Callitricho-Batrachion.
La baza desemnării sitului se află o specie protejată de  pești: cicar (Lampetra planeri).